# Nikolaus von Wolkenstein
Nikolaus von Wolkenstein (auch Nikolaus von Wolkenstein und Rodenegg; Nikolaus Freiherr von Wolkenstein; * 4. Januar 1587 auf Schloss Bruck; † 6. April 1624 in Padua) war 1619–1624 Bischof von Chiemsee.

## Leben
Nikolaus entstammte dem Tiroler Adelsgeschlecht Wolkenstein-Rodenegg. Seine Eltern waren Christoph von Wolkenstein der Jüngere (1516–1615) und Ursula von Madruzzo. Nikolaus war zunächst Domherr in Brixen und Trient und seit 1604 in Salzburg, wo er 1610 Hofrat wurde und 1612 als Statthalter amtierte.
Nach dem Tod des Chiemseer Bischofs Ehrenfried von Kuenburg ernannte der Salzburger Erzbischof Markus Sittikus von Hohenems am 8. März 1619 Nikolaus von Wolkenstein zu dessen Nachfolger. Während seiner Amtszeit wurden im Bistum Chiemsee regelmäßige Visitationen durchgeführt. Um die Amtsgewalt des Archidiakons von Herrenchiemsee einzuschränken, errichtete er in der südlichen Hälfte seines Sprengels das Dekanat St. Johann in Tirol. Dadurch kam es zu Streitigkeiten zwischen dem Archidiakon und dem Dekan.
Nikolaus von Wolkenstein starb während einer Italienreise in Padua. Sein Leichnam wurde in der wolkensteinischen Familiengruft in der Franziskanerkirche von Borgo Valsugana beigesetzt.